# 2000년 삼성 라이온즈 시즌
2000년 삼성 라이온즈 시즌은 삼성 라이온즈가 KBO 리그에 참가한 19번째 시즌이다. 김용희 감독이 새로 부임했으나 시즌 종료 후 해임되었다. 김용희 감독이 심판 판정 불복 사건으로 6경기 출장 정지를 받았을 때는 타격코치 장효조가 잠시 감독 대행을 맡기도 했다. 김기태가 주장을 맡았다. 팀은 4팀 중 드림리그 3위에 그쳤으나 매직리그 1위인 LG 트윈스보다도 높은 승률을 기록한 덕에 4년 연속으로 포스트시즌에 진출했다. 당시 통합 승률은 8팀 중 3위였다. 이후 준플레이오프에서 롯데 자이언츠를 2승 1패로 꺾었으나, 쓸만한 좌완투수 부재에 시달려 플레이오프에서 현대 유니콘스에게 무승 4패로 스윕당하며 탈락했는데 체중 관리를 못 해서 7월 22일 웨이버 공시(LG 이적)된 외야수 찰스 스미스 대신 데려온 투수 가르시아가 한국 적응을 못하여 중간계투로만 나와(2승 5패 ERA 2.91) 준플레이오프에서 1승(선발) 1세이브를 기록해 준플레이오프 MVP에 선정되었음에도 그 외에는 눈에 띄는 활약을 못 하여 시즌 후 미국으로 돌아갔다. 이후 LG 트윈스도 플레이오프에서 두산 베어스에 져 탈락함으로써 삼성의 최종 순위는 8팀 중 3위로 확정되었고 이로 인해 1999년 11월 1일 2년 계약으로 감독 취임했던 김용희 감독이 1년 만에 물러나야 했다.
한편, 김응룡 감독이 2000년 시즌 후 김용희 감독 후임으로 부임하는 과정에서 쓸만한 좌완 선발투수 보강을 위해  베니토 바에스를 영입할 예정이었지만  바에스가 계약 직전 메이저리그(플로리다 말린스) 스프링캠프에 합류하여 무산되자 마무리투수  리베라를 대타로 올렸고 이 과정에서 마무리 임창용이 선발로 보직을 변경했다.
그러나,  리베라는 201CM의 장신에서  나오는 빠른 강속구로 2001년 6월 초에 20세이브를 돌파하는 등 삼성의 뒷문을 지켰음에도 전반기에만 58.1이닝을 던질 정도로 김응룡 감독에 의해 혹사를 당했으며 이로 인해 6월 말부터 구위가 급격히 떨어져 난타당한 데다 직구 구속마저 120KM까지 떨어지자 올스타 브레이크 도중 미국에서 허리 디스크 진단을 받아 2001년 7월 19일 웨이버 공시됐고 선발로 뛰어 온 김진웅이  리베라 퇴출 후 마무리로 보직 변경됐으나 한국시리즈에서 난타당하는 아픔을 겪었으며 삼성은 리베라의 중도 퇴출 뿐 아니라  쓸만한 좌완투수 부재를 극복하지 못한 채 2001년 한국시리즈에서 두산 베어스에게 충격의 업셋을 당하며  2승 4패로 준우승에 머물러야 했다.
이로 인해 김진웅은 2002년 4월 10일 롯데를 상대로 9회말 2사 후 최다점수차 역전패란 참사를 일으키는 등 시즌 초 극심한 부진을 보였고 결국 선발로 보직을 변경했지만 1승(완봉승) 밖에 거두지 못했으며 부상까지 겹쳐 중도아웃당하는 수모를 겪었다.

## 감독/코치/프런트
- 1군 타격 코치 / 감독 대행 : 장효조
- 2군 감독 : 김성근
- 타격 인스트럭터 : 백인천
- 사장 보좌역 : 서정환
- 투수 코치 : 계형철
- 주루 코치 : 이순철

## 타이틀
- 시드니 올림픽 동메달: 김태균, 김한수, 임창용, 김기태, 이승엽
- KBO 골든글러브: 이승엽 (1루수)
- KBO 사랑의 골든글러브: 이승엽
- 매직글러브: 이승엽 (1루수)
- 준플레이오프 MVP: 가르시아
- 올스타 선발: 이승엽 (1루수)
- 올스타전 추천선수: 김한수, 김진웅, 임창용
- 스포츠조선 선정 프로야구 역대 용병 베스트10: 프랑코 (우익수)
- 컴투스프로야구 주요 FA 라인업: 이강철 (선발투수)
- 득점: 이승엽 (108)
- 고의4구: 이승엽, 김기태 (7)
- 완봉: 김진웅, 박동희 (1)
- 선발 GSC: 김진웅 (4월 6일 SK전, 90)

### 퓨처스리그
- 남부리그 출장(타자): 김지훈 (59)
- 남부리그 타석: 권영철 (250)
- 남부리그 안타: 권영철 (65)
- 2루타: 권영철 (22)
- 3루타: 장영균 (7)
- 4사구: 장영균 (38)
- 다승: 이준호 (8)
- 남부리그 세이브: 라형진 (5)
- 이닝: 이준호 (96)
- 남부리그 탈삼진: 이준호 (70)
- 남부리그 평균자책점: 조문식 (2.19)

## 선수단
- 선발투수 : 노장진, 김진웅, 김상진, 이용훈, 가르시아, 최창양, 이강철
- 구원투수 : 김현욱, 박영진, 정성훈, 김태한, 박동희, 최재호, 라형진, 배영수, 조문식, 정현욱, 이동은
- 마무리투수 : 임창용
- 포수 : 진갑용, 김동수, 조상수
- 1루수 : 이승엽, 김주찬
- 2루수 : 정경배, 김수관
- 유격수 : 김태균
- 3루수 : 김한수, 박정환
- 좌익수 : 김종훈, 남기헌, 이계성
- 중견수 : 신동주, 강동우
- 우익수 : 프랑코, 김인철
- 지명타자 : 김기태, 스미스, 장영균, 임학수

## 여담
- 이강철은 FA를 통해 삼성 라이온즈에 입단하여 KBO 리그 사상 최초로 FA 자격을 얻어 타팀으로 이적한 선수가 되었다. 이때 박충식이 보상 선수로 해태 타이거즈에 입단하면서 KBO 리그 1호 보상 선수가 되었다.
- 류중일은 4월 5일 구단 사상 최초의 은퇴식을 갖고 은퇴했다.
- 김현욱은 4월 11일 현대 유니콘스와의 경기에서 구단 사상 첫 홀드를 기록했다.
- 스미스는 시즌 초 삼성 라이온즈에서 뛰다가 방출된 후 LG 트윈스에 입단해 잔여 시즌을 뛰었다. 삼성 라이온즈에서 뛰던 시기엔 LG 트윈스를 상대로 홈런을 친 적이 있고, LG 트윈스 입단 후에는 삼성 라이온즈를 상대로 홈런을 친 적도 있다. 결과적으로 이 시즌 스미스는 삼성 라이온즈, LG 트윈스 포함 KBO 리그 전체 8개 구단 상대로 홈런을 기록하는 진기록을 세웠다.
- 김영진은 20세기 누적 WAR -3.68로 KBO 리그 최저 기록을 세웠다.
- 이승엽은 2000년에 신설된 최다득점상의 첫 수상자가 되었다.
- 이승엽은 당시 KBO 리그 내 최고 연봉자였다.
- 가르시아는 KBO 준플레이오프에서 MVP에 선정되어 KBO 리그 포스트시즌의 1호 외국인 MVP가 되었다.

## 같이 보기
- 1999년 삼성 라이온즈 시즌